# Renata Oulehlová
Renata Oulehlová (* 31. března 1968) je česká politička, od října 2021 poslankyně Poslanecké sněmovny PČR, od roku 2016 zastupitelka Karlovarského kraje, od roku 2014 zastupitelka a od roku 2022 místostarostka (v letech 2018 až 2022 také starostka) města Sokolov, členka hnutí ANO 2011.

## Život
Vystudovala sociální péči na Střední zdravotnické škole v Chebu.[zdroj⁠?!] V roce 2003 založila první[zdroj⁠?!] dobrovolnické centrum v Karlovarském kraji s názvem Střípky, které pomáhá nemocným lidem a seniorům.
Renata Oulehlová je vdaná a má dva syny.[zdroj⁠?!]

## Politické působení
V komunálních volbách v roce 2014 byla z pozice členky a lídryně kandidátky hnutí ANO 2011 zvolena zastupitelkou města Sokolov. V listopadu 2014 se navíc stala 1. místostarostkou města. Ve volbách v roce 2018 mandát zastupitelky města obhájila. Dne 5. listopadu 2018 byla zvolena novou starostkou města. V komunálních volbách v roce 2022 kandidovala do zastupitelstva Sokolova z 2. místa kandidátky hnutí ANO 2011. Mandát zastupitelky města se jí podařilo obhájit, starostkou však již zvolena nebyla. Dne 17. října 2022 byla zvolena místostarostkou města, novým starostou byl zvolen Petr Kubis.
V krajských volbách v roce 2016 byla za hnutí ANO 2011 zvolena zastupitelkou Karlovarského kraje. Ve volbách v roce 2020 post krajské zastupitelky obhájila. Mandát krajské zastupitelky posléze obhájila i v krajských volbách v roce 2024.
Ve volbách do Senátu PČR v roce 2018 kandidovala za hnutí ANO 2011 v obvodu č. 2 – Sokolov. V prvním kole voleb získala 25,72 % hlasů, umístila se na druhém místě a postoupila do kola druhého. Ve druhém kole prohrála proti nestraníkovi za hnutí STAN Miroslavu Balatkovi, když poměrem hlasů 40,52 % : 59,47 % skončila celkově na druhém místě.
V Den vítězství 8. května 2020 nechalo vedení města Sokolova, včetně starostky Oulehlové, po dobu pietního aktu položení věnců odstranit americkou vlajku od památníku padlých sovětských zajatců v Sokolově, který na vlastní náklady nechal roku 2018 opravit Generální ruský konzulát v Karlových Varech. Byla to přitom právě americká 3. armáda generála Pattona, která osvobodila Sokolov 7. května 1945 a nechala pohřbít mrtvé sovětské zajatce, které nalezla v tamním vojenském lazaretu.
Ve volbách do Poslanecké sněmovny PČR v roce 2021 kandidovala za hnutí ANO 2011 na 3. místě kandidátky v Karlovarském kraji. Získala 2 872 preferenčních hlasů, a stala se tak poslankyní.
Ve volbách do Poslanecké sněmovny PČR v roce 2025 je lídryní hnutí ANO v Karlovarském kraji.

## Ocenění
Samostatně:
- Křesadlo – ocenění Dobrovolník roku 2006[16]

Kolektivně:
- Cena Ď – pro sdružení Střípky v roce 2016[17]
- MOSTY – nominace pro město Sokolov za zavedení Senior expresu v roce 2018[18]